# لويز ماكيني
لويز ماكيني (22 سبتمبر 1868 - 10 يوليو 1931) كانت سياسية كندية وناشطة في مجال حقوق المرأة من ألبرتا، كندا. كانت أول امرأة تؤدي اليمين الدستورية في الجمعية التشريعية في ألبرتا وأول امرأة تُنتخب في هيئة تشريعية في الإمبراطورية البريطانية. عملت في المجلس التشريعي لألبرتا من عام 1917 إلى عام 1921 كعضو في الرابطة غير الحزبية. في وقت لاحق كانت واحدة من المشاهير الخمسة الذين ناضلوا بنجاح من أجل حق المرأة الكندية في التعيين في مجلس الشيوخ. كانت معلمة مدرسة سابقة ومنظّمة للاعتدال، أتت إلى ألبرتا في عام 1903 كمربية منزل.

## الحياة السياسية
ترشحت ماكيني لمقعد في المجلس التشريعي لألبرتا في الانتخابات العامة في ألبرتا عام 1917. فازت بدائرة كلاريشولم الانتخابية كمرشحة للرابطة غير الحزبية بفوزها على الليبرالي الحالي ويليام موفات. كانت واحدة من امرأتين تم انتخابهما في الجمعية التشريعية في ذلك العام، والأخرى هي روبرتا ماك آدامز.
تحدثت ماكيني لصالح الاعتدال، والتعليم، والسيطرة القوية على الخمور، والملكية الحكومية لمصاعد الحبوب ومطاحن الدقيق، وحقوق ملكية المرأة، واعتماد قانون المهر وإصلاحه.
ترشحت لولاية ثانية في الانتخابات العامة في ألبرتا عام 1921 كعضو في يونايتد فارمرز. هُزمت من قبل مرشح المزارع المستقل توماس ميلنز.
كان ماكيني واحدًا من الخمسة المشهورين، إلى جانب إيرين بارلبي وهنريتا موير إدواردز وإيميلي ميرفي ونيللي مكلونغ.

## التأخر في الحياة والتكريم
توفيت ماكيني في كلاريشولم، ألبرتا، في عام 1931، بعد عامين فقط من انتصار قضية الأشخاص. في عام 1939، تم الاعتراف بها كشخصية ذات أهمية تاريخية وطنية من قبل حكومة كندا. يتم عرض لوحة تذكارية في ذكرى ذلك في مكتب البريد في كلاريشولم. تم الاعتراف بقضية الأشخاص كحدث تاريخي في عام 1997. في أكتوبر 2009، صوت مجلس الشيوخ على تسمية ماكيني والأعضاء الآخرين «أعضاء مجلس الشيوخ الفخريين» المشهورين في كندا.

## روابط خارجية
- الجمعية التشريعية لأعضاء ألبرتا قائمة
- الملف الشخصي، ألبرتا التراث
- الملف الشخصي والمكتبة والمحفوظات كندا
- الملف الشخصي، انتخابات كندا